# Buddy Deppenschmidt
William Henry " Buddy " Deppenschmidt (Filadelfia, 16 de febrero de 1936 - Doylestown, 20 de marzo de 2021) fue un baterista de jazz estadounidense.

## Biografía
El padre de Deppenschmidt, fue un saxofonista que dirigió una orquesta bajo el nombre de Buddy Williams después de tocar y arreglar para Paul Whiteman, Jimmy  y Tommy Dorsey y Glenn Miller. Cuando tenía cuatro años, Deppenschmidt y su madre se mudaron a Richmond, Virginia.
Autodidacta, comenzó a tocar la batería profesionalmente cuando era adolescente y luego se fue de gira con la Orquesta de Ronnie Bartley, una banda territorial que viajó por el oeste de los Estados Unidos. Al regresar a Richmond, tocó con bandas locales y se convirtió en el baterista de Newton Thomas. Trio (1954-1959), que también fue la sección rítmica del Billy Butterfield Quintet. El trío realizó una gira con Butterfield por el noreste y el medio oeste (1958–59). Cuando el Newton Thomas Trio tocó en el Virginia Beach Jazz Festival, recibió críticas muy favorables sobre un proyecto que incluía al Dave Brubeck Quartet y al Charlie Byrd Trio. Dos noches más tarde, Charlie Byrd entró en el Jolly Roger, el club de jazz donde tocaba Deppenschmidt, y le ofreció el trabajo como baterista con su trío. Tocó con el trío en el Showboat Lounge en Washington D. C. de 1959 a 1962.
A partir de febrero de 1961, el Charlie Byrd Trio (Charlie Byrd, guitarra, Keter Betts, bajo y Buddy Deppenschmidt, batería) visitó Sudamérica, Centroamérica y México en una gira de buena voluntad patrocinada por el Departamento de Estado de Estados Unidos. Este intercambio cultural de tres meses incluyó a dieciocho países. Mientras estuvo en Brasil, Deppenschmidt pasó su tiempo libre con músicos locales, enseñándoles jazz y aprendiendo bossa nova con ellos. Fue idea suya grabar un disco que combinara jazz y bossa nova con Stan Getz.
Jazz Samba se grabó en vivo en menos de tres horas el 13 de febrero de 1962 y comenzó una moda de bossa nova tanto a nivel nacional como internacional. Es el único álbum de jazz que alcanzó el número uno en las listas de Billboard y se mantuvo alto en las listas durante 70 semanas. "Desafinado", el sencillo de éxito del álbum, fue incluido en el Salón de la Fama de los Grammy en 2000 y el álbum fue incluido en el Salón de la Fama de los Grammy en 2010.
Después de trabajar con Byrd, Deppenschmidt se unió al Tee Carson Trio (1963–64), actuando en el Marquis Lounge del Shoreham Hotel en DC, donde compartieron cartel con el satírico político Mark Russell. Luego se mudó al condado de Bucks, Pensilvania, y formó la banda Jazz Renaissance, tocando en clubes nocturnos, conciertos y festivales con personal e instrumentación variados. También fue el baterista del John Coates Trio (1964-1978). Realizó una gira por el medio oeste y la costa oeste con el trío Bernard Peiffer (1967). De 1970 a 1973 estudió con Joe Morello.
Su trabajo ha sido transcrito en la revista Modern Drummer y Creative Coordination for the Modern Drummer por Keith Copeland (Carl Fisher 1986). Tiene listados biográficos en The Encyclopedia of Jazz in the Sixties y The New Grove Dictionary of Jazz. Su trabajo de batería se puede escuchar en las bandas sonoras de las siguientes películas: A Thousand Clowns (1965), Wall Street (1987), Bossa Nova (2000), The Lake House (2006) y Whatever Works (2009). Deppenschmidt ha tocado con Mose Allison, Chet Baker, Keter Betts, Billy Butterfield, Charlie Byrd, John Coates Jr, Al Cohn, Matt Dennis, Bob Dorough, Herb Ellis, Tal Farlow, Stan Getz, Al Haig, Lionel Hampton, Barry Harris, Coleman Hawkins, Milt Hinton, Shirley Horn, JJ Johnson, Larry McKenna, James Moody, King Pleasure, Maxine Sullivan, Clark Terry, Joe Venuti y Phil Woods.
Falleció el 20 de marzo de 2021 a los ochenta y cinco años por complicaciones de COVID-19 en Doylestown, Pensilvania.

## Discografía
- El arte de la guitarra de Charlie Byrd (Riverside, 1960)
- Charlie Byrd en el Village Vanguard (Riverside, 1961)
- Blues Sonata (Riverside, 1961)
- Jazz Samba (Verve, 1962)
- Impresiones latinas (Riverside, 1962)
- ¡Una vez más! Bossa Nova de Charlie Byrd (Riverside, 1963)